# Juan Carlos Caldera
Juan Carlos Caldera López (Mérida, 16 de noviembre de 1973) es un político venezolano, exdiputado a la Asamblea Nacional, fue candidato a la Alcaldía del Municipio Sucre de Caracas. Formó parte del Centro de Estudiantes de Derecho de la Universidad Central de Venezuela y obtuvo su título como abogado en 1996.

## Carrera
En el año 1996, pasa de trabajar en el despacho de la Presidencia de Venezuela al Ministerio de Relaciones Interiores, despacho en el que asiste al ministro hasta finales del 97 para pasar al Ministerio de la Familia como director general sectorial de Participación Social y Juventud y como director de Relaciones Institucionales. Durante todo este tiempo, adelantó y concluyó su Especialización en Derecho Tributario, y en paralelo formó parte de directivas en distintos organismos tales como la Comisión Nacional de Migraciones (de la que fue Secretario Ejecutivo) y en la Fundación para el Mantenimiento de la Infraestructura Deportiva (FUMIDE) como Director suplente ante la Junta Directiva.
Formó parte de la gestión de Leopoldo López en la alcaldía del Municipio Chacao, siendo director de despacho encargado y síndico procurador. A partir del año 2004, comienza a trabajar con Carlos Ocariz, incluyendo en su jefatura de Campaña en el año 2008 para la Alcaldía del Municipio Sucre. Una vez electo Carlos Ocariz para el cargo de alcalde, Juan Carlos Caldera se desempeñaría como Comisionado General.
Desde el año 2004 ha sido el representante de Primero Justicia  ante el Consejo Nacional Electoral (CNE) al igual que de la oposición en los procesos unitarios de las Elecciones regionales de Venezuela de 2008 y en el Referéndum constitucional de Venezuela de 2009. Ha tenido la responsabilidad de representar a su partido y a la alternativa democrática en distintas misiones políticas ante diversos organismos y países tales como el Parlamento Europeo, España, Francia, Colombia, El Salvador, Alemania, entre otros. Además se presentó en las elecciones parlamentarias 2010 como candidato a Diputado por el Estado de Miranda, resultando electo y en las elecciones primarias de la MUD 2012 como precandidato a la Alcaldía del Municipio de Sucre, en la cual resultó ganador. Colabora regularmente como columnista de opinión en El Universal y en Últimas Noticias.
El 13 de septiembre de 2012 fue presentado en un vídeo donde aparece recibiendo dinero del empresario oficialista Wilmer Ruperti con el supuesto fin de apoyar la candidatura de Henrique Capriles Radonski video que fue realizado en su casa. El mismo día el candidato Henrique Capriles Radonski en una rueda de prensa expulsa de su proyecto al diputado. Caldera declaró posteriormente que los fondos provenían del empresario Wilmer Ruperti quién, a través de su asistente Luis Peña, habría financiado con 40.000 bolívares su candidatura para la Alcaldía del Municipio Sucre (Miranda). Como consecuencia de ello la Asamblea Nacional llevó a cabo un debate en el cual se pedía la investigación judicial del caso, por lo cual el diputado Caldera decidió renunciar a su inmunidad parlamentaria y por lo tanto separarse del cargo para facilitar el desarrollo de las investigaciones.
Luego de un proceso disciplinario llevado a cabo por su partido Primero Justicia, el diputado retoma a partir del 29 de diciembre de 2012 su militancia partidista y su condición de directivo nacional de su organización política. El Diputado Caldera luego de permanecer separado por casi 4 meses sin que haya sido citado a comparecer en la comisión investigadora designada por la Asamblea Nacional, decide el 8 de enero de 2013 retomar sus labores parlamentarias reincorporándose a la bancada de la unidad en la Asamblea Nacional. El 24 de abril de 2024 fue inhabilitado por la Contraloría para ejercer cargos públicos por 12 meses, en el contexto de las elecciones presidenciales.